# Dildar Ali Nasirabadi
Ajatollah Sayyid Dildar Ali Nasirabadi (1752–1820) war ein schiitischer Gelehrter aus Nasirabad in Indien im Distrikt Raebareli in Uttar Pradesh. 
Er hielt sich längere Zeit im Irak auf, wo er bei bedeutenden Gelehrten in den schiitischen Zentren Nadschaf und Kerbela studierte, später setzte er seine Studien in Maschhad im Iran fort. Zu seinen Tutoren im Irak zählten führende islamische Juristen (fuqaha), wie Wahid Behbehani (ca. 1705–1791), der erfolgreiche Bekämpfer der Schule der  Achbaris. 

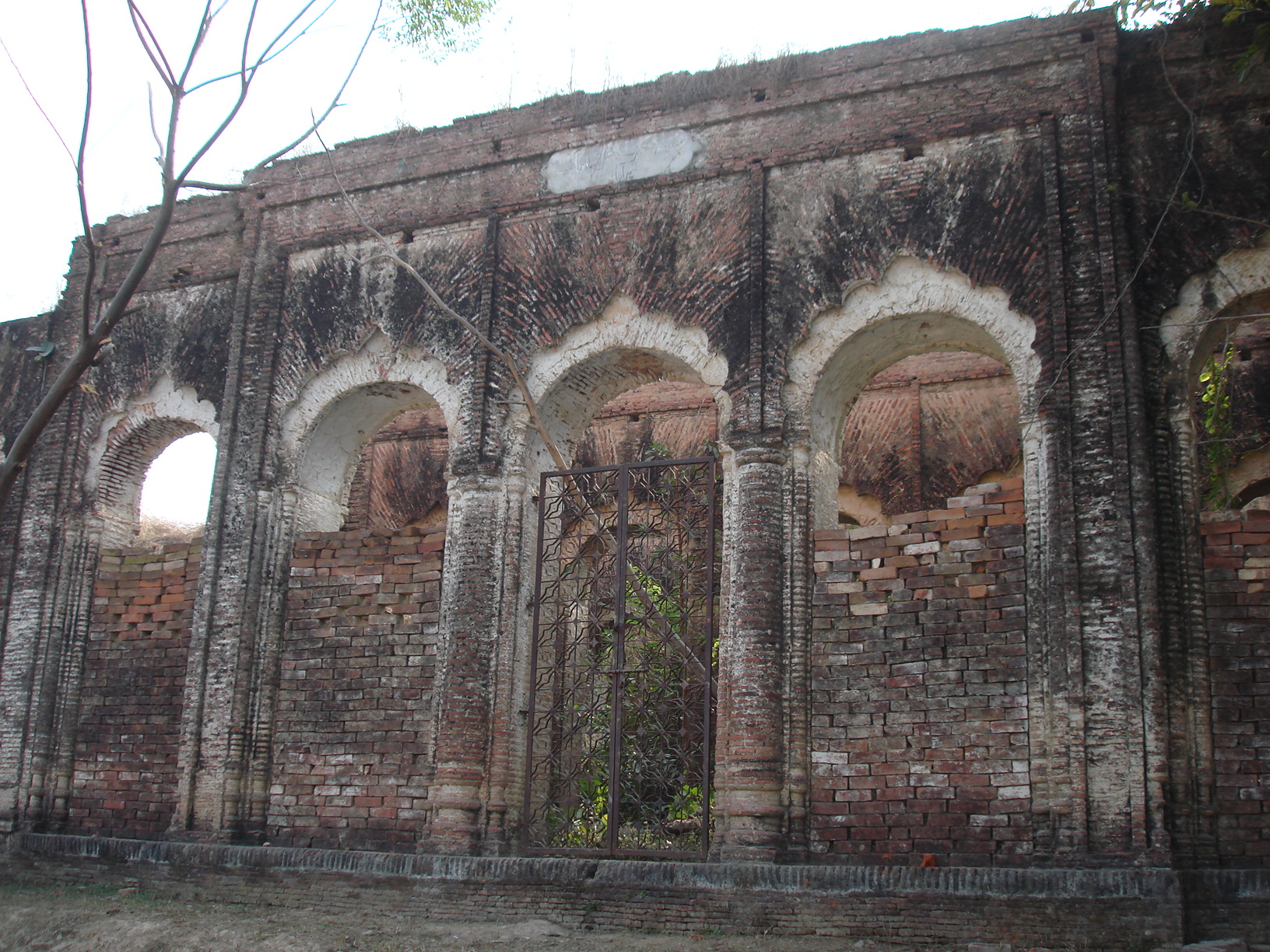
Imambara Ghufran M'aab, Nasirabad, Raebareli

Nach seiner Rückkehr nach Indien wurde er der erste Inder, der als Mudschtahid anerkannt wurde. Er war bei der Gründung der Usuli-Schule (uṣūliyya/Rationalisten/Ursprungsbetonte) des schiitischen Islam in Awadh (Oudh) behilflich und auch bei einer Kampagne gegen den Sufismus.
Zu seinen Werken zählen das auf Arabisch verfasste Imad al-Islam (عماد الإسلام), welches eine Entgegnung auf Anti-Schia-Argumente darstellt, wie sie von Fachr al-Din al-Razi verwendet wurden.